# Saint-Georges-des-Agoûts

Saint-Georges-des-Agoûts este o comună în departamentul Charente-Maritime, Franța. În 1 ianuarie 2022 avea o populație de 281 de locuitori.